# Île Violette
L’île Violette est une île française de l'archipel des Kerguelen située à l'entrée de la baie du Hillsborough, à l’ouest du golfe des Baleiniers.